# 19475 Mispagel
19475 Mispagel è un asteroide della fascia principale. Scoperto nel 1998, presenta un'orbita caratterizzata da un semiasse maggiore pari a 2,3944264 UA e da un'eccentricità di 0,2000804, inclinata di 5,22724° rispetto all'eclittica.